# Dan Rather
Daniel Irvin Rather Jr., meglio conosciuto come Dan Rather (Wharton, 31 ottobre 1931), è un giornalista statunitense. 
È stato mezzobusto del telegiornale CBS Evening News per 24 anni, dal marzo 1981 al marzo 2005. Ha anche contribuito al rotocalco della CBS 60 Minutes. Dirige e presenta su AXS TV Dan Rather Reports, il suo rotocalco di cronaca.

## Biografia

### Primi anni e istruzione
Dan Rather nacque a Wharton, nel Texas. In seguito, la sua famiglia si trasferì a Houston e crebbe nel quartiere Houston Heights, situato a nord-ovest della città. Deciso a diventare giornalista, si laureò all'Università statale Sam Houston a Huntsville nel 1953.

### Carriera giornalistica
Dan Rather mosse i primi passi nel giornalismo nel 1950 come corrispondente a Huntsville per l'agenzia Associated Press. Negli anni '50, è stato giornalista della United Press International (1950-1952). Lavorò per diverse stazioni radio texane, nonché per Houston Chronicle (1954-1955).

### Carriera televisiva
Nel 1959, entrò nel mondo della televisione come reporter della KTRK-TV a Houston, poi venne nominato redattore di notizie per KHOU-TV, una rete CBS. Nel 1961, durante l'uragano Carla, fece un reportage da Galveston. All'epoca, solo i militari avevano attrezzature radar per rintracciare l'uragano, quindi andò alla stazione radar della Marina americana. La sua prestazione dal vivo impressionò i dirigenti della rete, che l'assunsero l'anno successivo come corrispondente della CBS News da Dallas. Il 22 novembre 1963, giorno dell'assassinio del Presidente Kennedy (proprio a Dallas), fu il primo giornalista a descrivere agli americani le immagini riprese nel famoso video, girato da Abraham Zapruder, dell'attentato al presidente. I dirigenti della CBS News lo incaricarono poi di occuparsi delle elezioni presidenziali del 1964.
Dopo una corrispondenza dall'estero, arrivò alla conduzione del CBS Weekend News mentre era corrispondente della Casa Bianca per il canale durante la presidenza di Richard Nixon. Durante gli anni '70, i suoi rapporti per il rotocalco 60 Minutes gli permisero di candidarsi alla successione di Walter Cronkite per la presentazione del CBS Evening News, il programma di notizie serali. Presenta la sua prima edizione nel marzo 1981.

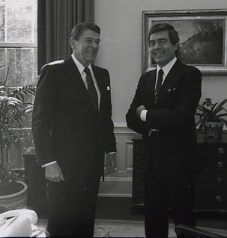
Rather (a destra) con il presidente Ronald Reagan nel 1982

Tuttavia, durante gli anni '80, l'audience diminuì e le risorse economiche concesse alla redazione erano limitate. Nell'ottobre 1986 fu vittima di un'aggressione a New York. Uno degli aggressori, che si presume fosse William Tager, gli fece una domanda che rimase famosa: "Kenneth, what is the frequency?". La frase ha ispirato la canzone dei R.E.M., What's the Frequency, Kenneth?, che si trova nell'album Monster.
Tra il 1993 e il 1995, presentò il CBS Evening News assieme alla giornalista Connie Chung. Verso la fine della sua carriera, il giornale venne superato in termini di pubblico da NBC Nightly News e ABC World News Tonight.

#### Conduttore di CBS Evening News
Dopo le dimissioni del presidente Richard Nixon nel 1974, Rather divenne capo corrispondente per la serie di documentari CBS Reports. Nel dicembre 1975, divenne corrispondente del telegiornale della domenica sera 60 Minutes, all'epoca in cui il programma fu spostato dalla fascia oraria della domenica pomeriggio alla prima serata. Il successo ha aiutato Rather a superare il corrispondente di lunga data Roger Mudd, che era in linea per succedere a Walter Cronkite come conduttore e caporedattore di The CBS Evening News.

### "Memogate" e abbandono di CBS
Nel settembre 2004, due mesi prima delle elezioni presidenziali, Dan Rather presentò un reportage nel suo programma 60 Minutes Wednesday, accusando il presidente degli Stati Uniti George W. Bush di aver ricevuto una raccomandazione per svolgere il suo servizio militare come membro della Air National Guard del Texas durante la guerra del Vietnam. L'autenticità dei documenti sulla quale si basava il reportage venne messa in discussione dalla stampa e ciò provocò una controversia politico-mediatica. La rete della CBS riconobbe di aver agito in fretta senza prendersi il tempo necessario per verificare i documenti in questione. Dan Rather si scusò, ammettendo che l'uso dei documenti costituì un "errore di giudizio".
La CBS nominò una commissione di esperti, presieduta dall'ex procuratore generale Dick Thornburgh. Nelle sue conclusioni, la commissione affermò che si erano verificati "problemi etici e professionali". Il caso comportò il licenziamento della produttrice dello spettacolo (Mary Mapes) e le dimissioni forzate di tre alti dirigenti (Josh Howard, Mary Murphy e Betsy West), incluso un vicepresidente senior. Nessuna sanzione venne presa contro Rather, la cui partecipazione al rapporto Bush fu considerata limitata. La commissione lo criticò per la mancanza di spirito critico nei confronti del lavoro svolto. Il giornalista presentò la sua ultima edizione di CBS Evening News nel marzo 2005 e lasciò la rete nel giugno 2006, prima della scadenza del suo contratto.
Dan Rather intraprese un'azione legale contro il suo ex datore di lavoro per violazione del contratto, chiedendo $ 70 milioni dalla CBS. Rather imputò alla rete il fatto che la sua reputazione fosse stata offuscata ed egli fosse stato il capro espiatorio per facilitare i rapporti della CBS con l'amministrazione Bush. Nel 2010, il ricorso fu rigettato dalla corte d'appello dello Stato di New York.
Nel 2015, fu presentato il film Truth - Il prezzo della verità che illustrava la vicenda dei Killian documents, in cui Rather venne impersonato da Robert Redford.